# Labani
Labani (nep. लाबनी) – gaun wikas samiti w zachodniej części Nepalu w strefie Lumbini w dystrykcie Kapilvastu. Według nepalskiego spisu powszechnego z 2001 roku liczył on 953 gospodarstw domowych i 6435 mieszkańców (3100 kobiet i 3335 mężczyzn).